# Terpsichore spathulata
Terpsichore spathulata là một loài thực vật có mạch trong họ Polypodiaceae. Loài này được A.R. Sm. miêu tả khoa học đầu tiên năm 1993.